# Sztilbit

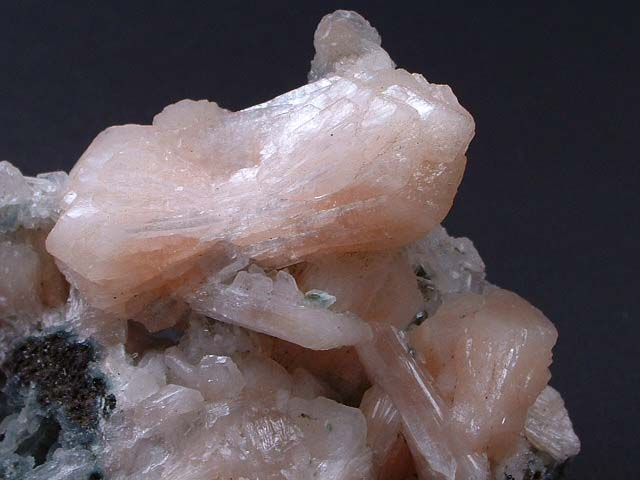
Sztilbit ikerkristályok

A sztilbit kalcium és nátriumalapú magas víztartalmú alumoszilikát, monoklin kristályrendszerű, a zeolitcsoport tagja. Rendszerint táblás termetűek a kristályai. Rombusz alakú kristályai gyakran alkotnak áthatolós ikreket. Gömbös, sugaras tömegekben kéve-, nyaláb és legyezőszerű halmazokban is előfordul, üregeket és hasadékokat tölt ki.

## Kémiai összetétele
(Sztilbit-Na)
- Nátrium (Na) =2,4%
- Kalcium (Ca) =4,2%
- Alumínium (Al) =7,5%
- Szilícium (Si) =27,2%
- Hidrogén (H) =2,1%
- Oxigén (O) =56,6%

## Keletkezése
Hidrotermás képződése a jellemző. Bazalt hólyagüregeiben és más mélységi eruptív kőzetek hasadékaiban válik ki.
Hasonló ásványok: a kalcit, a kvarc és a zeolitcsoport egyes tagjai.

## Előfordulásai
Németországban a Harz-hegységben. Izland területén a lávafolyásokban. A Dániához tartozó Feröer-szigeteken. Skóciában több helyen. Norvégiában.   Az Amerikai Egyesült Államok Washington, Oregon és Kalifornia szövetségi államokban fordul elő.  Indiában Bombay közelében található.
A Velencei-hegységben Nadap környékén a felhagyott kőbányában az andezit repedéseiben rostokban, melyek sokszor megnyultak és epidezminbe mennek át. (Az epidezmin igen ritkán található változat.) Dunabogdány kőfejtőiben kalcittal és chabazittal alkot lemezes szerkezetet. Nagybörzsöny és Perőcsény közelében több kutatófúrással a  Kuruc-hegy és Kishideg-hegy andezit alapú ércesedésekben nagy mélységben is megtalálták. Szob község határában lévő kőbányákban a zeolitcsoport más ásványai között a dezmin víztiszta kristályai is megtalálhatók, melyekkel elegykristályt vagy átmenetet is alkot. Nógrád vármegyében Tolmács község közelében andezit (hiperszténandezit) repedéseiben és üregeiben fenn-nőtt ikerkristályokban találtak dezmint, melyre néhány helyen pirit kristályocskák települnek. Nemesgulács bányáiban gyakori a dezmin, de kizárólag gömbös, sugaras-rostos tömegekben. Többször más zeolit ásvénygumó magját is dezmin alkotja. Zalahaláp közelében a kőbánya bazaltja gyakran tartalmaz dezmint, finom rostos halmazokban. A Tátika-hegy bányájában a zeolitcsoport tagjai közül az uralkodó phillipsit mellett dezmin is előfördul.

## Kísérő ásványok
A zeolitcsoport más ásványai (elsősorban: nátrolit és chabazit), kalcit, kvarc.